# Kanton Arendonk
Kanton Arendonk is een kanton in de Belgische provincie Antwerpen en het arrondissement Turnhout. Het is de bestuurslaag boven die van de desbetreffende gemeenten, tevens is het een gerechtelijk niveau waarbinnen één vredegerecht georganiseerd wordt dat bevoegd is voor de deelnemende gemeenten. Beide types kanton beslaan niet noodzakelijk hetzelfde territorium.

## Gerechtelijk kanton Arendonk
Tot 2019 bestond het gerechtelijk kanton Arendonk. Het is nu opgenomen in het tweede kanton Turnhout. Het gerechtelijk kanton Arendonk is gelegen in het gerechtelijk arrondissement Antwerpen en organiseert een vredegerecht voor de gemeenten Arendonk, Baarle-Hertog, Dessel, Oud-Turnhout, Ravels en Retie. Het was gevestigd op de Hoge Mauw 395 te Arendonk.
De vrederechter is bevoegd bij gezinsconflicten, onderhoudsgeschillen, voogdij, voorlopige bewindvoering, mede-eigendommen, appartementseigendom, burenhinder ...
| Gebied           | Europese Unie    | België           | België           | België           | België           | Antwerpen      | Antwerpen      | Antwerpen                   | Antwerpen                   | Arendonk                        |                                 |                                 |                                 |
| Sociaal recht    | Hof van Justitie | Hof van Cassatie | Hof van Cassatie | Hof van Cassatie | Hof van Cassatie | Arbeidshof     | Arbeidshof     | Arbeidsrechtbank            | Arbeidsrechtbank            | Arbeidsrechtbank                | Arbeidsrechtbank                | Arbeidsrechtbank                |                                 |
| Handelsrecht     | Hof van Justitie | Hof van Cassatie | Hof van Cassatie | Hof van Cassatie | Hof van Cassatie | Hof van Beroep | Hof van Beroep | Rechtbank van Koophandel    | Rechtbank van Koophandel    | Vredegerecht                    | Vredegerecht                    | Vredegerecht                    |                                 |
| Burgerlijk recht | Hof van Justitie | Hof van Cassatie | Hof van Cassatie | Hof van Cassatie | Hof van Cassatie | Hof van Beroep | Hof van Beroep | Rechtbank van eerste aanleg | Rechtbank van eerste aanleg | Vredegerecht / Politierechtbank | Vredegerecht / Politierechtbank | Vredegerecht / Politierechtbank | Vredegerecht / Politierechtbank |
| Strafrecht       | Hof van Justitie | Hof van Cassatie | Hof van Cassatie | Hof van Cassatie | Hof van Cassatie | Hof van Beroep | Assisenhof     | Rechtbank van eerste aanleg | Rechtbank van eerste aanleg | Vredegerecht / Politierechtbank | Vredegerecht / Politierechtbank | Vredegerecht / Politierechtbank | Vredegerecht / Politierechtbank |

## Kieskanton Arendonk
Het kieskanton Arendonk ligt in het provinciedistrict Turnhout (sinds 2012, voorheen provinciedistrict Mol, het kiesarrondissement Mechelen-Turnhout en ten slotte de kieskring Antwerpen. Het beslaat de gemeenten Arendonk, Dessel, Ravels & Retie en bestaat uit 37 stembureaus.

### Structuur
| Arendonk         | Arendonk         | Supranationaal         | Nationaal                         | Nationaal           | Gemeenschap         | Gewest              | Provincie           | Arrondissement    | Provinciedistrict | Kanton          | Gemeente                        | District         |
| ---------------- | ---------------- | ---------------------- | --------------------------------- | ------------------- | ------------------- | ------------------- | ------------------- | ----------------- | ----------------- | --------------- | ------------------------------- | ---------------- |
| Administratief   | Niveau           | Europese Unie          | België                            | België              | Vlaanderen          | Vlaanderen          | Antwerpen           | Turnhout          | Turnhout          | Turnhout        | Arendonk, Dessel Ravels & Retie | -                |
| Administratief   | Bestuur          | Europese Commissie     | Belgische regering                | Belgische regering  | Vlaamse regering    | Vlaamse regering    | Deputatie           | Deputatie         | Deputatie         | Deputatie       | Gemeentebestuur                 | Districtscollege |
| Administratief   | Raad             | Europees Parlement     | Kamer van volksvertegenwoordigers | Vlaams Parlement    | Vlaams Parlement    | Vlaams Parlement    | Provincieraad       | Provincieraad     | Provincieraad     | Provincieraad   | Gemeenteraad                    | Districtsraad    |
| Kiesomschrijving | Kiesomschrijving | Nederlands Kiescollege | Kieskring Antwerpen               | Kieskring Antwerpen | Kieskring Antwerpen | Kieskring Antwerpen | Kieskring Antwerpen | Mechelen-Turnhout | Turnhout          | Arendonk        | Arendonk, Dessel Ravels & Retie | -                |
| Verkiezing       | Verkiezing       | Europese               | Federale                          | Federale            | Vlaamse             | Vlaamse             | Provincieraads-     | Provincieraads-   | Provincieraads-   | Provincieraads- | Gemeenteraads-                  | Districtsraads-  |

### Uitslagen VerkiezingProvincieraad
| Partij                    | 1994   | 2000   |
| ------------------------- | ------ | ------ |
| SP/sp.a                   | 15,36% | 12,52% |
| VU(-iD21)                 | 8,37%  | 12,13% |
| CVP/CD&V                  | 39,58% | 36,82% |
| VLD/Open Vld              | 17,24% | 19,00% |
| VLAAMS BLOK/Vlaams Belang | 8,30%  | 10,82% |
| AGALEV/Groen!             | 9,44%  | 7,82%  |
| PVDA                      | 0,55%  | 0,89%  |

### Uitslagen VerkiezingVlaams Parlement
In 1999 waren er 30.174 stemgerechtigden, in 2004 30.724 en in 2009 nam dit aantal toe tot 31.535. Hiervan brachten respectievelijk 28.436 (1999), 28.945 (2004) en 29.727 (2009) een stem uit.
| Partij                    | 1999   | 2004   | 2009   |
| ------------------------- | ------ | ------ | ------ |
| sp.a-SPIRIT               | x      | 12,51% | x      |
| SP/sp.a                   | 10,03% | x      | 10,23% |
| SLP                       | x      | x      | 0,54%  |
| VU-iD21                   | 16,80% | x      | x      |
| CD&V-N-VA                 | x      | 44,04% | x      |
| CVP/CD&V                  | 30,83% | x      | 33,82% |
| N-VA                      | x      | x      | 21,46% |
| VLD-VIVANT                | x      | 15,02% | x      |
| VLD/Open Vld              | 18,36% | x      | 8,88%  |
| Vivant                    | 1,10%  | x      | x      |
| AGALEV/Groen!             | 10,25% | 5,31%  | 4,30%  |
| VLAAMS BLOK/Vlaams Belang | 11,42% | 21,09% | 14,46% |
| LDD                       | x      | x      | 5,08%  |
| PVDA                      | 0,38%  | 0,44%  | 0,52%  |
| Andere Partijen           | 0,83%  | 0,78%  | 0,71%  |
| Blanco of Ongeldig        | 6,27%  | 6,81%  | 6,76%  |

### Uitslagen VerkiezingEuropees Parlement
In 1999 waren er 30.261 stemgerechtigden, in 2004 30.905 stemgerechtigden en in 2009 nam dit aantal verder toe tot 31.744. Hiervan brachten respectievelijk 28.520 (1999), 30.905 (2004) en 29.920 (2009) een stem uit.
| Partij                    | 1999   | 2004   | 2009   |
| ------------------------- | ------ | ------ | ------ |
| sp.a-SPIRIT               | x      | 12,29% | x      |
| SP/sp.a                   | 10,61% | x      | 9,51%  |
| SLP                       | x      | x      | 0,41%  |
| VU/iD21                   | 15,80% | x      | x      |
| CD&V-N-VA                 | x      | 44,24% | x      |
| CVP/CD&V                  | 31,05% | x      | 34,40% |
| N-VA                      | x      | x      | 16,31% |
| VLD-VIVANT                | x      | 15,94% | x      |
| Open Vld                  | 17,62% | x      | 12,67% |
| Vivant                    | 1,23%  | x      | x      |
| AGALEV/Groen!             | 11,32% | 5,78%  | 5,23%  |
| VLAAMS BLOK/Vlaams Belang | 11,53% | 20,97% | 15,20% |
| LDD                       | x      | x      | 5,32%  |
| PVDA                      | 0,32%  | 0,52%  | 0,60%  |
| Andere Partijen           | 0,52%  | 0,26%  | 0,36%  |
| Blanco of Ongeldig        | 6,24%  | 5,44%  | 5,73%  |